# Девон (порноакторка)
Де́вон (англ. Devon; нар. 28 березня 1977 року, Аллентаун, Пенсільванія, США) — американська порноакторка.

## Порноіндустрія
В юності мріяла стати гімнасткою, однак не змогла пройти відбір через зріст. У 19 років почала як стриптизерка у кабаре в Рединзі, Пенсільванія. Уперше в порноіндустрії Девон з'явилась у 1998, в фільмі New Breed. Після фільму підписала контракт з Vivid Entertainment. У січні 2001 року стала «Кішечкою місяця» журналу Penthouse.
Після контракту з Vivid Девон приєдналась до Digital Playground. У 2004 році з'явилася в порнофільмі Island Fever 3, знятому на Таїті та Бора-Бора. У 2005 році знялася з 35-ма чоловіками в своїй першій та останній анальній сцені в фільмі Intoxicated.
Девон покинула Digital Playground у вересні 2005 року. До січня 2006 року вона підписала контракт з новою компанією — Ecstasy Mobile. У березні 2006 року вона підписала контракт з Black Kat Productions, яка до цього не знімала фільми з Девон. Пізніше Девон формує власну продюсерську компанію. У жовтні 2006 року вона підписала контракт з Shane's World.
У 2010 році Девон було введено в Залу слави AVN.

## Нагороди
- 2001 — «Кішечка місяця» у січні.
- 2001 — За найкращий інтерактив.
- 2001 — Найкращий інтерактивний DVD.
- 2005 — Найкраща продукція HD.
- 2010 — Включення до Залу слави AVN[11]